# 41 هـ
41 هـ هي سنة في التقويم الهجري امتدت مقابلةً في التقويم الميلادي بين سنتي 661 و662.

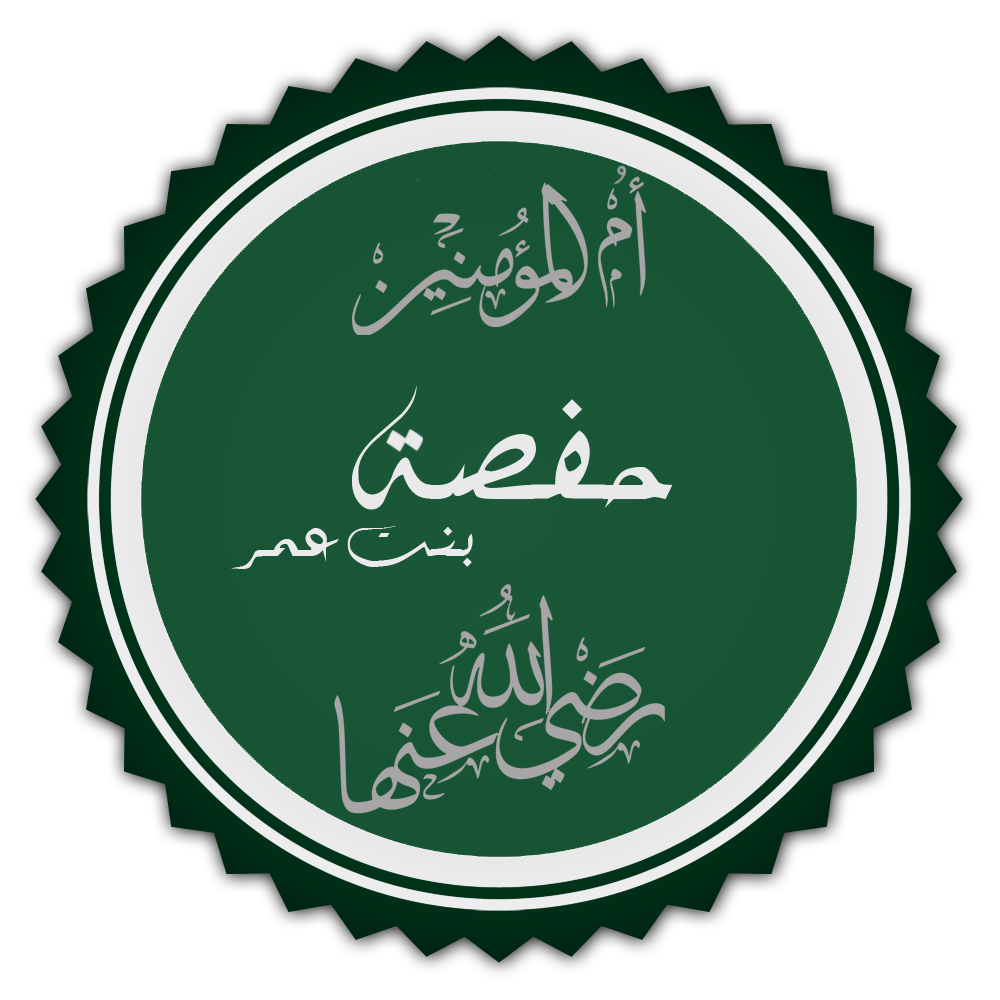
حفصة بنت عمر

## أحداث
- عام الجماعة: مبايعة معاوية بن أبي سفيان خليفة للمسلمين واتخاذه دمشق عاصمة له.
- ولاية عقبة بن نافع لأفريقية

## مواليد
- الحجاج بن يوسف الثقفي

## وفيات
- حوثرة بن وداع
- حفصة بنت عمر بن الخطاب
- صفوان بن أمية بن خلف
- عاتكة بنت زيد
- عثمان بن طلحة
- لبيد بن ربيعة
- عبد الله بن أبي الحوساء الطائي من رؤساء الخوارج.